# Lista di asteroidi (790001-791000)
Di seguito una lista di asteroidi dal numero 790001  al 791000 con data di scoperta e scopritore.

## 790001–790100
| Nome   | Designazione provvisoria | Data di scoperta  | Scopritore          |
| ------ | ------------------------ | ----------------- | ------------------- |
| 790001 | 2018 BW35                | 16 gennaio 2018   | Pan-STARRS          |
| 790002 | 2018 BY38                | 2 settembre 2008  | SSS                 |
| 790003 | 2018 BJ46                | 21 aprile 2014    | Mount Lemmon Survey |
| 790004 | 2018 CE6                 | 20 febbraio 2014  | Spacewatch          |
| 790005 | 2018 CR18                | 12 febbraio 2018  | Pan-STARRS          |
| 790006 | 2018 CL19                | 25 novembre 2016  | Mount Lemmon Survey |
| 790007 | 2018 CB34                | 20 marzo 2014     | Mount Lemmon Survey |
| 790008 | 2018 DO7                 | 4 aprile 2014     | Pan-STARRS          |
| 790009 | 2018 DO9                 | 22 febbraio 2018  | Mount Lemmon Survey |
| 790010 | 2018 DH11                | 17 febbraio 2018  | Mount Lemmon Survey |
| 790011 | 2018 DL11                | 26 febbraio 2018  | Mount Lemmon Survey |
| 790012 | 2018 EJ4                 | 13 marzo 2018     | Mount Lemmon Survey |
| 790013 | 2018 EO9                 | 19 febbraio 2001  | NEAT                |
| 790014 | 2018 EA14                | 10 marzo 2018     | Pan-STARRS          |
| 790015 | 2018 EG18                | 10 marzo 2018     | Pan-STARRS          |
| 790016 | 2018 FG6                 | 17 marzo 2018     | Pan-STARRS          |
| 790017 | 2018 FG13                | 1 novembre 2011   | Spacewatch          |
| 790018 | 2018 FO15                | 14 marzo 2013     | Mount Lemmon Survey |
| 790019 | 2018 FZ20                | 2 maggio 2014     | Mount Lemmon Survey |
| 790020 | 2018 FE21                | 12 settembre 2015 | Pan-STARRS          |
| 790021 | 2018 FY23                | 7 maggio 2014     | Pan-STARRS          |
| 790022 | 2018 FJ30                | 17 marzo 2018     | Pan-STARRS          |
| 790023 | 2018 FZ33                | 17 marzo 2018     | Pan-STARRS          |
| 790024 | 2018 FT35                | 18 marzo 2018     | Pan-STARRS          |
| 790025 | 2018 FO36                | 17 marzo 2018     | Pan-STARRS          |
| 790026 | 2018 FK38                | 18 marzo 2018     | Pan-STARRS          |
| 790027 | 2018 FO38                | 19 marzo 2018     | Mount Lemmon Survey |
| 790028 | 2018 FZ38                | 18 marzo 2018     | Pan-STARRS          |
| 790029 | 2018 FD40                | 18 marzo 2018     | Pan-STARRS          |
| 790030 | 2018 FK42                | 18 marzo 2018     | Pan-STARRS          |
| 790031 | 2018 FD43                | 18 marzo 2018     | Pan-STARRS          |
| 790032 | 2018 FA44                | 18 marzo 2018     | Pan-STARRS          |
| 790033 | 2018 FB44                | 6 marzo 2013      | Pan-STARRS          |
| 790034 | 2018 FF45                | 25 febbraio 2010  | WISE                |
| 790035 | 2018 FC49                | 19 marzo 2018     | Mount Lemmon Survey |
| 790036 | 2018 FF49                | 16 marzo 2018     | Mount Lemmon Survey |
| 790037 | 2018 FP50                | 16 marzo 2018     | Mount Lemmon Survey |
| 790038 | 2018 FL63                | 18 marzo 2018     | Pan-STARRS          |
| 790039 | 2018 GX4                 | 12 aprile 2018    | Mount Lemmon Survey |
| 790040 | 2018 GA14                | 28 marzo 2009     | Mount Lemmon Survey |
| 790041 | 2018 GS17                | 20 gennaio 2013   | Spacewatch          |
| 790042 | 2018 GF18                | 15 aprile 2018    | Mount Lemmon Survey |
| 790043 | 2018 GE20                | 12 aprile 2018    | Pan-STARRS          |
| 790044 | 2018 GR22                | 13 aprile 2018    | Pan-STARRS          |
| 790045 | 2018 GZ22                | 19 gennaio 2012   | Pan-STARRS          |
| 790046 | 2018 GV24                | 13 aprile 2018    | Pan-STARRS          |
| 790047 | 2018 GH25                | 14 aprile 2018    | Mount Lemmon Survey |
| 790048 | 2018 GL25                | 13 aprile 2018    | Pan-STARRS          |
| 790049 | 2018 GU25                | 19 gennaio 2012   | Pan-STARRS          |
| 790050 | 2018 GJ26                | 8 maggio 2014     | Pan-STARRS          |
| 790051 | 2018 HP4                 | 3 febbraio 2013   | Pan-STARRS          |
| 790052 | 2018 HN8                 | 16 aprile 2018    | Pan-STARRS          |
| 790053 | 2018 JP5                 | 17 novembre 2009  | Mount Lemmon Survey |
| 790054 | 2018 JA6                 | 27 aprile 2009    | Mount Lemmon Survey |
| 790055 | 2018 JS11                | 29 gennaio 2009   | Mount Lemmon Survey |
| 790056 | 2018 KP8                 | 19 maggio 2018    | Pan-STARRS          |
| 790057 | 2018 KO10                | 23 maggio 2018    | Pan-STARRS          |
| 790058 | 2018 KG12                | 18 maggio 2018    | Mount Lemmon Survey |
| 790059 | 2018 KC13                | 20 maggio 2018    | Pan-STARRS          |
| 790060 | 2018 KM17                | 19 maggio 2018    | Pan-STARRS          |
| 790061 | 2018 KV21                | 19 maggio 2018    | Pan-STARRS          |
| 790062 | 2018 KS23                | 19 maggio 2018    | Pan-STARRS          |
| 790063 | 2018 KW23                | 18 maggio 2018    | Mount Lemmon Survey |
| 790064 | 2018 LM4                 | 11 giugno 2018    | Mount Lemmon Survey |
| 790065 | 2018 LB11                | 13 febbraio 2013  | Pan-STARRS          |
| 790066 | 2018 LL11                | 5 marzo 2013      | Pan-STARRS          |
| 790067 | 2018 LR12                | 3 dicembre 2010   | Spacewatch          |
| 790068 | 2018 LC14                | 20 maggio 2018    | Pan-STARRS          |
| 790069 | 2018 LG14                | 14 luglio 2013    | Pan-STARRS          |
| 790070 | 2018 LM19                | 15 giugno 2018    | Pan-STARRS          |
| 790071 | 2018 LQ21                | 15 giugno 2018    | Pan-STARRS          |
| 790072 | 2018 LZ21                | 15 giugno 2018    | Pan-STARRS          |
| 790073 | 2018 LC22                | 3 giugno 2018     | Pan-STARRS          |
| 790074 | 2018 LF22                | 15 giugno 2018    | Pan-STARRS          |
| 790075 | 2018 LG22                | 15 giugno 2018    | Pan-STARRS          |
| 790076 | 2018 LB23                | 6 giugno 2018     | Pan-STARRS          |
| 790077 | 2018 LC23                | 15 giugno 2018    | Pan-STARRS          |
| 790078 | 2018 LK24                | 10 giugno 2018    | Pan-STARRS          |
| 790079 | 2018 LL24                | 15 giugno 2018    | Pan-STARRS          |
| 790080 | 2018 LC25                | 15 giugno 2018    | Pan-STARRS          |
| 790081 | 2018 LK26                | 15 giugno 2018    | Pan-STARRS          |
| 790082 | 2018 LD30                | 14 giugno 2018    | Pan-STARRS          |
| 790083 | 2018 LX30                | 15 giugno 2018    | Pan-STARRS          |
| 790084 | 2018 LZ30                | 15 giugno 2018    | Pan-STARRS          |
| 790085 | 2018 LF31                | 12 giugno 2018    | Pan-STARRS          |
| 790086 | 2018 LQ31                | 6 giugno 2018     | Pan-STARRS          |
| 790087 | 2018 LZ31                | 15 giugno 2018    | Pan-STARRS          |
| 790088 | 2018 LO32                | 14 giugno 2018    | Pan-STARRS          |
| 790089 | 2018 LW32                | 13 giugno 2018    | Pan-STARRS          |
| 790090 | 2018 LA34                | 3 giugno 2018     | Pan-STARRS          |
| 790091 | 2018 LK35                | 15 giugno 2018    | Pan-STARRS          |
| 790092 | 2018 LC37                | 4 dicembre 2016   | Mount Lemmon Survey |
| 790093 | 2018 LD39                | 15 giugno 2018    | Pan-STARRS          |
| 790094 | 2018 LU39                | 6 giugno 2018     | Pan-STARRS          |
| 790095 | 2018 LY48                | 6 giugno 2018     | Pan-STARRS          |
| 790096 | 2018 LB54                | 6 giugno 2018     | Pan-STARRS          |
| 790097 | 2018 LA56                | 8 giugno 2018     | Pan-STARRS          |
| 790098 | 2018 LQ60                | 17 novembre 2014  | Pan-STARRS          |
| 790099 | 2018 LR60                | 6 giugno 2018     | Pan-STARRS          |
| 790100 | 2018 MZ1                 | 9 dicembre 2015   | Pan-STARRS          |

## 790101–790200
| Nome   | Designazione provvisoria | Data di scoperta  | Scopritore          |
| ------ | ------------------------ | ----------------- | ------------------- |
| 790101 | 2018 MC4                 | 17 giugno 2018    | Pan-STARRS          |
| 790102 | 2018 MV9                 | 21 giugno 2018    | Pan-STARRS          |
| 790103 | 2018 MM13                | 18 giugno 2018    | Pan-STARRS          |
| 790104 | 2018 MF14                | 17 giugno 2018    | Pan-STARRS          |
| 790105 | 2018 MQ14                | 18 giugno 2018    | Pan-STARRS          |
| 790106 | 2018 MA15                | 19 giugno 2018    | Pan-STARRS 2        |
| 790107 | 2018 MP15                | 25 febbraio 2017  | Pan-STARRS          |
| 790108 | 2018 MZ15                | 17 giugno 2018    | Pan-STARRS          |
| 790109 | 2018 MN17                | 17 giugno 2018    | Pan-STARRS          |
| 790110 | 2018 MQ17                | 16 giugno 2018    | Pan-STARRS          |
| 790111 | 2018 MU17                | 17 giugno 2018    | Pan-STARRS          |
| 790112 | 2018 MJ18                | 18 giugno 2018    | Pan-STARRS          |
| 790113 | 2018 MP18                | 21 giugno 2018    | Pan-STARRS          |
| 790114 | 2018 MM20                | 18 giugno 2018    | Pan-STARRS          |
| 790115 | 2018 MO21                | 21 giugno 2018    | Pan-STARRS          |
| 790116 | 2018 MP22                | 18 giugno 2018    | Pan-STARRS          |
| 790117 | 2018 MC23                | 23 giugno 2018    | Pan-STARRS          |
| 790118 | 2018 MJ23                | 21 giugno 2018    | Pan-STARRS          |
| 790119 | 2018 MO23                | 18 giugno 2018    | Pan-STARRS          |
| 790120 | 2018 MR23                | 18 giugno 2018    | Pan-STARRS          |
| 790121 | 2018 MG24                | 19 giugno 2018    | Pan-STARRS          |
| 790122 | 2018 MZ24                | 18 giugno 2018    | Pan-STARRS          |
| 790123 | 2018 MG27                | 18 giugno 2018    | Pan-STARRS          |
| 790124 | 2018 MN27                | 18 giugno 2018    | Pan-STARRS          |
| 790125 | 2018 MS27                | 16 giugno 2018    | Pan-STARRS          |
| 790126 | 2018 MF32                | 17 giugno 2018    | Pan-STARRS          |
| 790127 | 2018 MJ37                | 17 giugno 2018    | Pan-STARRS          |
| 790128 | 2018 MT44                | 18 giugno 2018    | Pan-STARRS          |
| 790129 | 2018 NV5                 | 8 luglio 2018     | Pan-STARRS          |
| 790130 | 2018 NB8                 | 8 gennaio 2011    | Mount Lemmon Survey |
| 790131 | 2018 NO8                 | 17 ottobre 2014   | Mount Lemmon Survey |
| 790132 | 2018 NR8                 | 10 luglio 2018    | Pan-STARRS          |
| 790133 | 2018 NT8                 | 3 gennaio 2016    | Pan-STARRS          |
| 790134 | 2018 NV9                 | 17 febbraio 2021  | Pan-STARRS 2        |
| 790135 | 2018 NL10                | 27 agosto 2014    | Pan-STARRS          |
| 790136 | 2018 NK19                | 25 aprile 2017    | Pan-STARRS          |
| 790137 | 2018 NN19                | 10 agosto 2007    | Spacewatch          |
| 790138 | 2018 NY20                | 11 luglio 2018    | Pan-STARRS          |
| 790139 | 2018 NA22                | 12 luglio 2018    | Pan-STARRS 2        |
| 790140 | 2018 NE22                | 28 febbraio 2016  | Mount Lemmon Survey |
| 790141 | 2018 NF22                | 13 luglio 2018    | Pan-STARRS          |
| 790142 | 2018 NL22                | 9 luglio 2018     | Pan-STARRS          |
| 790143 | 2018 NY22                | 10 luglio 2018    | Pan-STARRS          |
| 790144 | 2018 ND23                | 8 luglio 2018     | Pan-STARRS          |
| 790145 | 2018 NJ23                | 13 luglio 2018    | Pan-STARRS 2        |
| 790146 | 2018 NP23                | 11 luglio 2018    | Pan-STARRS          |
| 790147 | 2018 NU23                | 11 luglio 2018    | Pan-STARRS 2        |
| 790148 | 2018 NQ24                | 10 luglio 2018    | Pan-STARRS          |
| 790149 | 2018 NR24                | 15 giugno 2018    | Pan-STARRS          |
| 790150 | 2018 NS26                | 11 luglio 2018    | Pan-STARRS          |
| 790151 | 2018 NW26                | 11 luglio 2018    | Pan-STARRS 2        |
| 790152 | 2018 NY26                | 13 luglio 2018    | Pan-STARRS          |
| 790153 | 2018 NA27                | 1 novembre 2008   | Mount Lemmon Survey |
| 790154 | 2018 NZ27                | 18 aprile 2015    | CTIO-DECam          |
| 790155 | 2018 NX28                | 12 luglio 2018    | Pan-STARRS 2        |
| 790156 | 2018 NE29                | 9 luglio 2018     | Pan-STARRS          |
| 790157 | 2018 NK29                | 13 luglio 2018    | Pan-STARRS          |
| 790158 | 2018 NT29                | 9 luglio 2018     | Pan-STARRS          |
| 790159 | 2018 NX29                | 9 luglio 2018     | Pan-STARRS          |
| 790160 | 2018 NG30                | 12 luglio 2018    | Pan-STARRS          |
| 790161 | 2018 NS32                | 14 dicembre 2015  | Pan-STARRS          |
| 790162 | 2018 NN33                | 13 luglio 2018    | Pan-STARRS          |
| 790163 | 2018 NR33                | 11 luglio 2018    | Pan-STARRS          |
| 790164 | 2018 NE35                | 9 luglio 2018     | Pan-STARRS          |
| 790165 | 2018 NH35                | 9 luglio 2018     | Pan-STARRS          |
| 790166 | 2018 NM35                | 12 luglio 2018    | Pan-STARRS          |
| 790167 | 2018 NN35                | 10 luglio 2018    | Pan-STARRS          |
| 790168 | 2018 NR35                | 9 luglio 2018     | Pan-STARRS          |
| 790169 | 2018 NZ35                | 11 luglio 2018    | Pan-STARRS          |
| 790170 | 2018 NE37                | 12 luglio 2018    | Pan-STARRS          |
| 790171 | 2018 NS38                | 25 settembre 2009 | Spacewatch          |
| 790172 | 2018 NA39                | 12 luglio 2018    | Pan-STARRS 2        |
| 790173 | 2018 ND39                | 11 luglio 2018    | Pan-STARRS          |
| 790174 | 2018 NH39                | 28 marzo 2016     | CTIO-DECam          |
| 790175 | 2018 NJ39                | 8 luglio 2018     | Pan-STARRS          |
| 790176 | 2018 NE40                | 12 luglio 2018    | Pan-STARRS          |
| 790177 | 2018 ND42                | 30 agosto 2014    | Mount Lemmon Survey |
| 790178 | 2018 NA43                | 12 luglio 2018    | Pan-STARRS          |
| 790179 | 2018 NQ43                | 26 marzo 2017     | Pan-STARRS          |
| 790180 | 2018 NC45                | 27 agosto 2014    | Pan-STARRS          |
| 790181 | 2018 NL45                | 9 luglio 2018     | Pan-STARRS          |
| 790182 | 2018 NS45                | 9 luglio 2018     | Pan-STARRS          |
| 790183 | 2018 NJ49                | 11 luglio 2018    | Pan-STARRS 2        |
| 790184 | 2018 NW51                | 28 dicembre 2014  | Mount Lemmon Survey |
| 790185 | 2018 NP54                | 7 giugno 2013     | Pan-STARRS          |
| 790186 | 2018 NP55                | 10 luglio 2018    | Pan-STARRS          |
| 790187 | 2018 NW56                | 12 luglio 2018    | Pan-STARRS          |
| 790188 | 2018 NM65                | 12 luglio 2018    | Pan-STARRS          |
| 790189 | 2018 NK66                | 11 luglio 2018    | Pan-STARRS          |
| 790190 | 2018 NF67                | 9 luglio 2018     | Pan-STARRS          |
| 790191 | 2018 NR69                | 8 luglio 2018     | Pan-STARRS          |
| 790192 | 2018 NO78                | 12 luglio 2018    | Pan-STARRS 2        |
| 790193 | 2018 NZ79                | 11 luglio 2018    | Pan-STARRS          |
| 790194 | 2018 NZ80                | 12 luglio 2018    | Pan-STARRS          |
| 790195 | 2018 OE                  | 5 ottobre 2011    | R. Holmes           |
| 790196 | 2018 OW                  | 2 dicembre 2010   | Mount Lemmon Survey |
| 790197 | 2018 OZ2                 | 16 luglio 2018    | Pan-STARRS 2        |
| 790198 | 2018 PF2                 | 14 settembre 2014 | CSS                 |
| 790199 | 2018 PM3                 | 30 settembre 2005 | Mount Lemmon Survey |
| 790200 | 2018 PU6                 | 11 ottobre 2009   | Mount Lemmon Survey |

## 790201–790300
| Nome   | Designazione provvisoria | Data di scoperta  | Scopritore          |
| ------ | ------------------------ | ----------------- | ------------------- |
| 790201 | 2018 PP12                | 29 luglio 2014    | Pan-STARRS          |
| 790202 | 2018 PG13                | 11 luglio 2018    | Pan-STARRS          |
| 790203 | 2018 PH13                | 7 ottobre 2001    | C. Barbieri         |
| 790204 | 2018 PZ14                | 6 dicembre 2010   | Mount Lemmon Survey |
| 790205 | 2018 PT15                | 6 agosto 2018     | Pan-STARRS          |
| 790206 | 2018 PE18                | 29 ottobre 2008   | Mount Lemmon Survey |
| 790207 | 2018 PJ19                | 17 gennaio 2016   | Pan-STARRS          |
| 790208 | 2018 PZ25                | 10 ottobre 2008   | Mount Lemmon Survey |
| 790209 | 2018 PP30                | 12 marzo 2016     | Mount Lemmon Survey |
| 790210 | 2018 PD31                | 27 gennaio 2007   | Mount Lemmon Survey |
| 790211 | 2018 PU32                | 12 agosto 2018    | Pan-STARRS          |
| 790212 | 2018 PA34                | 12 agosto 2018    | Pan-STARRS          |
| 790213 | 2018 PS37                | 12 agosto 2018    | Pan-STARRS          |
| 790214 | 2018 PL40                | 8 agosto 2018     | Pan-STARRS          |
| 790215 | 2018 PJ41                | 12 agosto 2018    | Pan-STARRS          |
| 790216 | 2018 PO41                | 11 agosto 2018    | Pan-STARRS          |
| 790217 | 2018 PD43                | 13 agosto 2018    | Pan-STARRS          |
| 790218 | 2018 PP43                | 5 agosto 2018     | Pan-STARRS          |
| 790219 | 2018 PQ43                | 8 agosto 2018     | Pan-STARRS          |
| 790220 | 2018 PB44                | 8 agosto 2018     | Pan-STARRS          |
| 790221 | 2018 PK44                | 8 agosto 2018     | Pan-STARRS          |
| 790222 | 2018 PM44                | 6 agosto 2018     | Pan-STARRS          |
| 790223 | 2018 PO44                | 11 agosto 2018    | Pan-STARRS          |
| 790224 | 2018 PF45                | 14 agosto 2018    | Pan-STARRS          |
| 790225 | 2018 PL45                | 5 agosto 2018     | Pan-STARRS          |
| 790226 | 2018 PT47                | 11 agosto 2018    | Pan-STARRS          |
| 790227 | 2018 PW47                | 5 agosto 2018     | Pan-STARRS          |
| 790228 | 2018 PY47                | 8 agosto 2018     | Pan-STARRS          |
| 790229 | 2018 PQ50                | 7 agosto 2018     | Pan-STARRS          |
| 790230 | 2018 PH51                | 12 luglio 2018    | Pan-STARRS          |
| 790231 | 2018 PL51                | 5 agosto 2018     | Pan-STARRS          |
| 790232 | 2018 PM51                | 13 agosto 2018    | Pan-STARRS          |
| 790233 | 2018 PG54                | 5 agosto 2018     | Pan-STARRS          |
| 790234 | 2018 PW54                | 6 agosto 2018     | Pan-STARRS          |
| 790235 | 2018 PH55                | 7 agosto 2018     | Pan-STARRS          |
| 790236 | 2018 PL55                | 5 agosto 2018     | Pan-STARRS          |
| 790237 | 2018 PO55                | 7 agosto 2018     | Pan-STARRS          |
| 790238 | 2018 PQ55                | 13 agosto 2018    | Pan-STARRS          |
| 790239 | 2018 PY56                | 8 agosto 2018     | Pan-STARRS          |
| 790240 | 2018 PC57                | 7 agosto 2018     | Pan-STARRS          |
| 790241 | 2018 PN57                | 11 agosto 2018    | Pan-STARRS          |
| 790242 | 2018 PT57                | 8 agosto 2018     | Pan-STARRS          |
| 790243 | 2018 PU57                | 5 aprile 2017     | Mount Lemmon Survey |
| 790244 | 2018 PR58                | 8 agosto 2018     | Pan-STARRS          |
| 790245 | 2018 PS58                | 6 dicembre 2010   | Mount Lemmon Survey |
| 790246 | 2018 PT58                | 21 giugno 2018    | Pan-STARRS          |
| 790247 | 2018 PX58                | 13 gennaio 2015   | Pan-STARRS          |
| 790248 | 2018 PK59                | 20 gennaio 2015   | Pan-STARRS          |
| 790249 | 2018 PN59                | 11 agosto 2018    | Pan-STARRS          |
| 790250 | 2018 PU60                | 6 agosto 2018     | Pan-STARRS          |
| 790251 | 2018 PJ62                | 6 agosto 2018     | Pan-STARRS          |
| 790252 | 2018 PO62                | 13 agosto 2018    | Pan-STARRS          |
| 790253 | 2018 PT62                | 5 ottobre 2013    | Pan-STARRS          |
| 790254 | 2018 PY62                | 31 luglio 2000    | DES                 |
| 790255 | 2018 PS63                | 8 agosto 2018     | Pan-STARRS          |
| 790256 | 2018 PT63                | 8 agosto 2018     | Pan-STARRS          |
| 790257 | 2018 PD64                | 14 agosto 2018    | Pan-STARRS          |
| 790258 | 2018 PG64                | 14 agosto 2018    | Pan-STARRS          |
| 790259 | 2018 PH64                | 25 ottobre 2013   | Mount Lemmon Survey |
| 790260 | 2018 PZ65                | 28 marzo 2016     | CTIO-DECam          |
| 790261 | 2018 PH66                | 27 gennaio 2012   | Mount Lemmon Survey |
| 790262 | 2018 PA67                | 21 dicembre 2014  | Pan-STARRS          |
| 790263 | 2018 PU67                | 14 agosto 2018    | Pan-STARRS          |
| 790264 | 2018 PC68                | 5 agosto 2018     | Pan-STARRS          |
| 790265 | 2018 PL68                | 5 agosto 2018     | Pan-STARRS          |
| 790266 | 2018 PY68                | 5 agosto 2018     | Pan-STARRS          |
| 790267 | 2018 PH69                | 15 agosto 2018    | Pan-STARRS          |
| 790268 | 2018 PS69                | 31 marzo 2012     | Mount Lemmon Survey |
| 790269 | 2018 PU69                | 14 agosto 2018    | Pan-STARRS          |
| 790270 | 2018 PC70                | 11 agosto 2018    | Pan-STARRS          |
| 790271 | 2018 PO70                | 29 marzo 2016     | CTIO-DECam          |
| 790272 | 2018 PO72                | 14 settembre 2013 | Pan-STARRS          |
| 790273 | 2018 PD74                | 12 agosto 2018    | Pan-STARRS          |
| 790274 | 2018 PE74                | 28 marzo 2016     | CTIO-DECam          |
| 790275 | 2018 PJ74                | 17 gennaio 2015   | Pan-STARRS          |
| 790276 | 2018 PW74                | 30 giugno 2013    | Pan-STARRS          |
| 790277 | 2018 PY74                | 5 agosto 2018     | Pan-STARRS          |
| 790278 | 2018 PJ75                | 8 agosto 2018     | Pan-STARRS          |
| 790279 | 2018 PP75                | 28 ottobre 2014   | Pan-STARRS          |
| 790280 | 2018 PH77                | 6 agosto 2018     | Pan-STARRS          |
| 790281 | 2018 PQ77                | 17 novembre 2014  | Pan-STARRS          |
| 790282 | 2018 PJ78                | 8 agosto 2018     | Pan-STARRS          |
| 790283 | 2018 PG82                | 27 agosto 2014    | Pan-STARRS          |
| 790284 | 2018 PR82                | 8 agosto 2018     | Pan-STARRS          |
| 790285 | 2018 PL84                | 28 marzo 2012     | Mount Lemmon Survey |
| 790286 | 2018 PK86                | 19 settembre 2014 | Pan-STARRS          |
| 790287 | 2018 PQ86                | 20 aprile 2017    | Pan-STARRS          |
| 790288 | 2018 PH89                | 3 maggio 2008     | Mount Lemmon Survey |
| 790289 | 2018 PZ89                | 25 febbraio 2012  | Mount Lemmon Survey |
| 790290 | 2018 PO90                | 8 agosto 2018     | Pan-STARRS          |
| 790291 | 2018 PE93                | 11 agosto 2018    | Pan-STARRS          |
| 790292 | 2018 PB97                | 14 agosto 2018    | Pan-STARRS          |
| 790293 | 2018 PY99                | 5 agosto 2018     | Pan-STARRS          |
| 790294 | 2018 PB104               | 10 agosto 2007    | Spacewatch          |
| 790295 | 2018 PU105               | 19 gennaio 2015   | Mount Lemmon Survey |
| 790296 | 2018 PC106               | 11 agosto 2018    | Pan-STARRS          |
| 790297 | 2018 PF106               | 11 agosto 2018    | Pan-STARRS          |
| 790298 | 2018 PN108               | 5 agosto 2018     | Pan-STARRS          |
| 790299 | 2018 PK110               | 16 gennaio 2016   | Pan-STARRS          |
| 790300 | 2018 PO116               | 11 agosto 2018    | Pan-STARRS          |

## 790301–790400
| Nome   | Designazione provvisoria | Data di scoperta  | Scopritore          |
| ------ | ------------------------ | ----------------- | ------------------- |
| 790301 | 2018 PG117               | 14 agosto 2018    | Pan-STARRS          |
| 790302 | 2018 PN118               | 11 agosto 2018    | Pan-STARRS          |
| 790303 | 2018 PE119               | 23 gennaio 2015   | Pan-STARRS          |
| 790304 | 2018 PF120               | 8 agosto 2018     | Pan-STARRS          |
| 790305 | 2018 PF122               | 8 agosto 2018     | Pan-STARRS          |
| 790306 | 2018 PG122               | 28 ottobre 2014   | Mount Lemmon Survey |
| 790307 | 2018 PL122               | 5 agosto 2018     | Pan-STARRS          |
| 790308 | 2018 PN123               | 25 ottobre 2013   | Mount Lemmon Survey |
| 790309 | 2018 PL128               | 11 agosto 2018    | Pan-STARRS          |
| 790310 | 2018 PY128               | 11 agosto 2018    | Pan-STARRS          |
| 790311 | 2018 PM130               | 13 agosto 2018    | Pan-STARRS          |
| 790312 | 2018 PT131               | 21 dicembre 2008  | Spacewatch          |
| 790313 | 2018 PZ131               | 11 agosto 2018    | Pan-STARRS          |
| 790314 | 2018 PJ133               | 20 agosto 2014    | Pan-STARRS          |
| 790315 | 2018 PA138               | 18 gennaio 2015   | Pan-STARRS          |
| 790316 | 2018 PJ145               | 30 maggio 2016    | Pan-STARRS          |
| 790317 | 2018 PK151               | 20 gennaio 2015   | Pan-STARRS          |
| 790318 | 2018 PL151               | 11 agosto 2018    | Pan-STARRS          |
| 790319 | 2018 PR154               | 14 agosto 2018    | Pan-STARRS          |
| 790320 | 2018 PU155               | 31 marzo 2016     | CTIO-DECam          |
| 790321 | 2018 PP158               | 24 gennaio 2015   | Spacewatch          |
| 790322 | 2018 PU158               | 5 agosto 2018     | Pan-STARRS          |
| 790323 | 2018 PO160               | 8 agosto 2018     | Pan-STARRS          |
| 790324 | 2018 PE162               | 5 agosto 2018     | Pan-STARRS          |
| 790325 | 2018 QU3                 | 13 agosto 2018    | Pan-STARRS          |
| 790326 | 2018 QZ3                 | 14 febbraio 2013  | Spacewatch          |
| 790327 | 2018 QV4                 | 17 novembre 2014  | Pan-STARRS          |
| 790328 | 2018 QR7                 | 21 agosto 2018    | Pan-STARRS          |
| 790329 | 2018 QK8                 | 12 novembre 2007  | Mount Lemmon Survey |
| 790330 | 2018 QP11                | 18 agosto 2018    | Pan-STARRS          |
| 790331 | 2018 QV11                | 22 agosto 2018    | Pan-STARRS          |
| 790332 | 2018 QB12                | 19 agosto 2018    | Pan-STARRS          |
| 790333 | 2018 QE12                | 13 aprile 2016    | Mount Lemmon Survey |
| 790334 | 2018 QK12                | 28 marzo 2016     | CTIO-DECam          |
| 790335 | 2018 QJ13                | 28 settembre 2013 | Spacewatch          |
| 790336 | 2018 QL13                | 22 agosto 2018    | Pan-STARRS          |
| 790337 | 2018 QH14                | 18 aprile 2015    | CTIO-DECam          |
| 790338 | 2018 QW15                | 18 agosto 2018    | Pan-STARRS          |
| 790339 | 2018 QT16                | 18 agosto 2018    | Pan-STARRS          |
| 790340 | 2018 QX16                | 18 agosto 2018    | Pan-STARRS          |
| 790341 | 2018 QO17                | 22 agosto 2018    | Pan-STARRS          |
| 790342 | 2018 QS17                | 19 agosto 2018    | Pan-STARRS          |
| 790343 | 2018 QE18                | 1 maggio 2016     | CTIO-DECam          |
| 790344 | 2018 QG18                | 22 agosto 2018    | Pan-STARRS          |
| 790345 | 2018 QH18                | 21 agosto 2018    | Pan-STARRS          |
| 790346 | 2018 QP18                | 21 agosto 2018    | Pan-STARRS          |
| 790347 | 2018 QC23                | 18 agosto 2018    | Pan-STARRS          |
| 790348 | 2018 QB24                | 18 agosto 2018    | Pan-STARRS          |
| 790349 | 2018 QY24                | 21 agosto 2018    | Pan-STARRS          |
| 790350 | 2018 QH25                | 18 agosto 2018    | Pan-STARRS          |
| 790351 | 2018 QU25                | 18 agosto 2018    | Pan-STARRS          |
| 790352 | 2018 QH31                | 11 febbraio 2016  | Mount Lemmon Survey |
| 790353 | 2018 QA35                | 29 marzo 2016     | CTIO-DECam          |
| 790354 | 2018 RG10                | 19 marzo 2017     | Mount Lemmon Survey |
| 790355 | 2018 RM10                | 16 settembre 2012 | J.-M. Lopez         |
| 790356 | 2018 RR14                | 7 settembre 2004  | Spacewatch          |
| 790357 | 2018 RG15                | 6 novembre 2013   | CSS                 |
| 790358 | 2018 RG17                | 10 settembre 2018 | I. Eglītis          |
| 790359 | 2018 RD19                | 14 settembre 2014 | Pan-STARRS          |
| 790360 | 2018 RT20                | 21 giugno 2018    | Pan-STARRS          |
| 790361 | 2018 RM22                | 16 luglio 2013    | Pan-STARRS          |
| 790362 | 2018 RR25                | 9 luglio 2005     | Spacewatch          |
| 790363 | 2018 RK29                | 30 maggio 2017    | Pan-STARRS          |
| 790364 | 2018 RV29                | 12 aprile 2011    | Mount Lemmon Survey |
| 790365 | 2018 RK39                | 18 aprile 2015    | CTIO-DECam          |
| 790366 | 2018 RL41                | 6 settembre 2018  | Mount Lemmon Survey |
| 790367 | 2018 RS41                | 8 settembre 2018  | Mount Lemmon Survey |
| 790368 | 2018 RT41                | 29 marzo 2016     | CTIO-DECam          |
| 790369 | 2018 RD45                | 13 settembre 2018 | Mount Lemmon Survey |
| 790370 | 2018 RS45                | 12 settembre 2018 | Mount Lemmon Survey |
| 790371 | 2018 RU47                | 19 agosto 2018    | Pan-STARRS          |
| 790372 | 2018 RB49                | 8 agosto 2012     | Pan-STARRS          |
| 790373 | 2018 RQ49                | 12 settembre 2018 | Mount Lemmon Survey |
| 790374 | 2018 RR49                | 12 settembre 2018 | Mount Lemmon Survey |
| 790375 | 2018 RT49                | 12 settembre 2018 | Mount Lemmon Survey |
| 790376 | 2018 RJ50                | 9 settembre 2018  | Mount Lemmon Survey |
| 790377 | 2018 RS51                | 10 settembre 2018 | Mount Lemmon Survey |
| 790378 | 2018 RX51                | 24 settembre 2009 | Mount Lemmon Survey |
| 790379 | 2018 RZ51                | 8 settembre 2018  | Mount Lemmon Survey |
| 790380 | 2018 RB52                | 12 settembre 2018 | Mount Lemmon Survey |
| 790381 | 2018 RO53                | 9 settembre 2018  | Mount Lemmon Survey |
| 790382 | 2018 RQ53                | 7 settembre 2018  | Mount Lemmon Survey |
| 790383 | 2018 RT53                | 11 agosto 2012    | L. Elenin           |
| 790384 | 2018 RC54                | 12 settembre 2018 | Mount Lemmon Survey |
| 790385 | 2018 RV55                | 12 novembre 2001  | SDSS                |
| 790386 | 2018 RL56                | 10 settembre 2018 | Mount Lemmon Survey |
| 790387 | 2018 RO56                | 14 settembre 2018 | Mount Lemmon Survey |
| 790388 | 2018 RC57                | 14 agosto 2018    | Pan-STARRS          |
| 790389 | 2018 RN57                | 14 agosto 2018    | Pan-STARRS          |
| 790390 | 2018 RP57                | 12 settembre 2018 | Mount Lemmon Survey |
| 790391 | 2018 RC58                | 5 febbraio 2016   | Pan-STARRS          |
| 790392 | 2018 RD59                | 11 settembre 2018 | Mount Lemmon Survey |
| 790393 | 2018 RJ60                | 10 settembre 2018 | Mount Lemmon Survey |
| 790394 | 2018 RU60                | 12 settembre 2018 | Mount Lemmon Survey |
| 790395 | 2018 RF61                | 13 settembre 2018 | Mount Lemmon Survey |
| 790396 | 2018 RK61                | 26 marzo 2008     | Mount Lemmon Survey |
| 790397 | 2018 RM61                | 14 settembre 2018 | Mount Lemmon Survey |
| 790398 | 2018 RJ62                | 16 aprile 2013    | Pan-STARRS          |
| 790399 | 2018 RL62                | 13 settembre 2018 | Mount Lemmon Survey |
| 790400 | 2018 RN62                | 15 agosto 2013    | Pan-STARRS          |

## 790401–790500
| Nome   | Designazione provvisoria | Data di scoperta  | Scopritore          |
| ------ | ------------------------ | ----------------- | ------------------- |
| 790401 | 2018 RZ64                | 9 settembre 2018  | Mount Lemmon Survey |
| 790402 | 2018 RN65                | 10 settembre 2018 | Mount Lemmon Survey |
| 790403 | 2018 RX65                | 21 agosto 2018    | Pan-STARRS          |
| 790404 | 2018 RJ66                | 21 ottobre 2007   | Spacewatch          |
| 790405 | 2018 RD69                | 8 settembre 2018  | Mount Lemmon Survey |
| 790406 | 2018 RL76                | 13 settembre 2018 | Mount Lemmon Survey |
| 790407 | 2018 RN77                | 15 settembre 2018 | Mount Lemmon Survey |
| 790408 | 2018 RM78                | 14 settembre 2018 | Mount Lemmon Survey |
| 790409 | 2018 RN79                | 14 settembre 2018 | Mount Lemmon Survey |
| 790410 | 2018 RY80                | 17 gennaio 2015   | Pan-STARRS          |
| 790411 | 2018 RF81                | 13 settembre 2018 | Mount Lemmon Survey |
| 790412 | 2018 RJ81                | 14 settembre 2018 | Mount Lemmon Survey |
| 790413 | 2018 RE82                | 7 settembre 2018  | Mount Lemmon Survey |
| 790414 | 2018 RZ109               | 3 settembre 2018  | CTIO-DECam          |
| 790415 | 2018 RH113               | 28 aprile 2017    | Pan-STARRS          |
| 790416 | 2018 RR124               | 4 marzo 2016      | Pan-STARRS          |
| 790417 | 2018 RM127               | 22 gennaio 2015   | Pan-STARRS          |
| 790418 | 2018 RU130               | 7 settembre 2018  | Mount Lemmon Survey |
| 790419 | 2018 RD131               | 17 agosto 2012    | Pan-STARRS          |
| 790420 | 2018 RB132               | 10 settembre 2018 | Mount Lemmon Survey |
| 790421 | 2018 SQ4                 | 29 marzo 2016     | CTIO-DECam          |
| 790422 | 2018 SF5                 | 9 luglio 2013     | Pan-STARRS          |
| 790423 | 2018 SB13                | 15 ottobre 2007   | CSS                 |
| 790424 | 2018 SR13                | 5 dicembre 2015   | Pan-STARRS          |
| 790425 | 2018 SH16                | 21 settembre 2018 | Pan-STARRS 2        |
| 790426 | 2018 SC18                | 21 settembre 2018 | Pan-STARRS 2        |
| 790427 | 2018 SJ18                | 21 settembre 2018 | Pan-STARRS 2        |
| 790428 | 2018 SQ18                | 17 settembre 2018 | Mount Lemmon Survey |
| 790429 | 2018 ST18                | 19 settembre 2018 | Pan-STARRS 2        |
| 790430 | 2018 SW18                | 29 novembre 2013  | Pan-STARRS          |
| 790431 | 2018 SX18                | 21 settembre 2018 | Mount Lemmon Survey |
| 790432 | 2018 SX19                | 19 settembre 2018 | Pan-STARRS 2        |
| 790433 | 2018 SM20                | 16 settembre 2018 | Spacewatch          |
| 790434 | 2018 SV20                | 27 ottobre 2005   | Spacewatch          |
| 790435 | 2018 SZ25                | 30 settembre 2018 | Mount Lemmon Survey |
| 790436 | 2018 SC26                | 18 settembre 2018 | Paranal Obs.        |
| 790437 | 2018 TB8                 | 18 agosto 2014    | Pan-STARRS          |
| 790438 | 2018 TT10                | 13 marzo 2016     | Pan-STARRS          |
| 790439 | 2018 TL11                | 14 agosto 2013    | Pan-STARRS          |
| 790440 | 2018 TU16                | 10 ottobre 2018   | Pan-STARRS 2        |
| 790441 | 2018 TU17                | 21 luglio 2006    | Mount Lemmon Survey |
| 790442 | 2018 TA18                | 5 ottobre 2018    | Mount Lemmon Survey |
| 790443 | 2018 TL18                | 4 ottobre 2018    | Pan-STARRS 2        |
| 790444 | 2018 TV19                | 5 ottobre 2018    | Mount Lemmon Survey |
| 790445 | 2018 TL20                | 29 marzo 2016     | CTIO-DECam          |
| 790446 | 2018 TM20                | 10 ottobre 2018   | Pan-STARRS 2        |
| 790447 | 2018 TW20                | 5 ottobre 2018    | Pan-STARRS 2        |
| 790448 | 2018 TB21                | 5 ottobre 2018    | Pan-STARRS 2        |
| 790449 | 2018 TS21                | 21 dicembre 2008  | Mount Lemmon Survey |
| 790450 | 2018 TD24                | 5 ottobre 2018    | Mount Lemmon Survey |
| 790451 | 2018 TJ25                | 4 ottobre 2018    | Pan-STARRS 2        |
| 790452 | 2018 TL25                | 4 ottobre 2018    | Pan-STARRS 2        |
| 790453 | 2018 TV25                | 5 ottobre 2018    | Mount Lemmon Survey |
| 790454 | 2018 TA26                | 4 aprile 2016     | Pan-STARRS          |
| 790455 | 2018 TF26                | 10 ottobre 2018   | Pan-STARRS 2        |
| 790456 | 2018 TO26                | 2 ottobre 2018    | Pan-STARRS 2        |
| 790457 | 2018 TT26                | 6 ottobre 2018    | Mount Lemmon Survey |
| 790458 | 2018 TZ26                | 5 ottobre 2018    | Mount Lemmon Survey |
| 790459 | 2018 TE27                | 4 ottobre 2018    | Pan-STARRS 2        |
| 790460 | 2018 TZ28                | 10 ottobre 2018   | Pan-STARRS 2        |
| 790461 | 2018 TF29                | 10 ottobre 2018   | Mount Lemmon Survey |
| 790462 | 2018 TN29                | 10 ottobre 2018   | Pan-STARRS 2        |
| 790463 | 2018 TS29                | 3 ottobre 2018    | Pan-STARRS 2        |
| 790464 | 2018 TD30                | 4 ottobre 2018    | Pan-STARRS 2        |
| 790465 | 2018 TL30                | 15 ottobre 2018   | Pan-STARRS 2        |
| 790466 | 2018 TX30                | 4 ottobre 2018    | Pan-STARRS 2        |
| 790467 | 2018 TZ30                | 2 ottobre 2018    | Pan-STARRS 2        |
| 790468 | 2018 TK31                | 5 ottobre 2018    | Mount Lemmon Survey |
| 790469 | 2018 TN31                | 5 ottobre 2018    | Pan-STARRS 2        |
| 790470 | 2018 TQ31                | 6 ottobre 2018    | Mount Lemmon Survey |
| 790471 | 2018 TA32                | 10 ottobre 2018   | Pan-STARRS 2        |
| 790472 | 2018 TM34                | 2 ottobre 2018    | Pan-STARRS 2        |
| 790473 | 2018 TQ34                | 20 gennaio 2015   | Pan-STARRS          |
| 790474 | 2018 TK35                | 5 aprile 2016     | Pan-STARRS          |
| 790475 | 2018 TJ36                | 3 ottobre 2018    | Pan-STARRS 2        |
| 790476 | 2018 TM36                | 4 ottobre 2018    | Pan-STARRS 2        |
| 790477 | 2018 TN36                | 4 ottobre 2018    | Pan-STARRS 2        |
| 790478 | 2018 TO36                | 15 ottobre 2018   | Pan-STARRS 2        |
| 790479 | 2018 TS36                | 4 ottobre 2018    | Pan-STARRS 2        |
| 790480 | 2018 TU36                | 19 aprile 2015    | CTIO-DECam          |
| 790481 | 2018 TC37                | 5 ottobre 2018    | Mount Lemmon Survey |
| 790482 | 2018 TB38                | 10 ottobre 2018   | Pan-STARRS 2        |
| 790483 | 2018 TD38                | 5 ottobre 2018    | Mount Lemmon Survey |
| 790484 | 2018 TO38                | 3 ottobre 2018    | Pan-STARRS 2        |
| 790485 | 2018 TX39                | 16 agosto 2009    | Spacewatch          |
| 790486 | 2018 TY39                | 10 ottobre 2018   | Mount Lemmon Survey |
| 790487 | 2018 TG40                | 5 ottobre 2018    | Mount Lemmon Survey |
| 790488 | 2018 TY40                | 10 ottobre 2018   | Pan-STARRS 2        |
| 790489 | 2018 TA41                | 5 ottobre 2018    | Mount Lemmon Survey |
| 790490 | 2018 TG41                | 30 aprile 2016    | Pan-STARRS          |
| 790491 | 2018 TN41                | 3 ottobre 2018    | Pan-STARRS 2        |
| 790492 | 2018 TJ42                | 29 aprile 2016    | Mount Lemmon Survey |
| 790493 | 2018 TE44                | 2 ottobre 2018    | Pan-STARRS 2        |
| 790494 | 2018 TS44                | 14 settembre 2013 | Pan-STARRS          |
| 790495 | 2018 TX44                | 5 ottobre 2018    | Pan-STARRS 2        |
| 790496 | 2018 TJ45                | 15 ottobre 2018   | Pan-STARRS 2        |
| 790497 | 2018 TR45                | 28 novembre 2013  | Pan-STARRS          |
| 790498 | 2018 TU47                | 10 ottobre 2018   | Pan-STARRS 2        |
| 790499 | 2018 TA48                | 17 gennaio 2015   | Pan-STARRS          |
| 790500 | 2018 TL48                | 5 ottobre 2018    | Mount Lemmon Survey |

## 790501–790600
| Nome   | Designazione provvisoria | Data di scoperta  | Scopritore          |
| ------ | ------------------------ | ----------------- | ------------------- |
| 790501 | 2018 TZ48                | 5 ottobre 2018    | Pan-STARRS 2        |
| 790502 | 2018 TY53                | 10 ottobre 2018   | Pan-STARRS 2        |
| 790503 | 2018 TA57                | 27 novembre 2014  | Pan-STARRS          |
| 790504 | 2018 TH57                | 4 ottobre 2018    | Pan-STARRS 2        |
| 790505 | 2018 TW58                | 13 ottobre 2014   | Mount Lemmon Survey |
| 790506 | 2018 TW59                | 9 settembre 2018  | Mount Lemmon Survey |
| 790507 | 2018 TX64                | 10 ottobre 2018   | Pan-STARRS 2        |
| 790508 | 2018 TX65                | 5 ottobre 2018    | Mount Lemmon Survey |
| 790509 | 2018 TW69                | 6 ottobre 2018    | Mount Lemmon Survey |
| 790510 | 2018 TC70                | 6 ottobre 2018    | Mount Lemmon Survey |
| 790511 | 2018 TW70                | 3 ottobre 2018    | Pan-STARRS 2        |
| 790512 | 2018 TJ71                | 21 dicembre 2014  | Pan-STARRS          |
| 790513 | 2018 TK71                | 4 ottobre 2018    | Pan-STARRS 2        |
| 790514 | 2018 TL71                | 4 ottobre 2018    | Pan-STARRS 2        |
| 790515 | 2018 TN71                | 10 ottobre 2018   | Mount Lemmon Survey |
| 790516 | 2018 TX72                | 6 ottobre 2018    | Mount Lemmon Survey |
| 790517 | 2018 TG73                | 5 ottobre 2018    | Mount Lemmon Survey |
| 790518 | 2018 TY81                | 5 ottobre 2018    | Mount Lemmon Survey |
| 790519 | 2018 UL3                 | 20 marzo 2015     | Pan-STARRS          |
| 790520 | 2018 UR8                 | 30 gennaio 2004   | Spacewatch          |
| 790521 | 2018 UD11                | 24 gennaio 2015   | Pan-STARRS          |
| 790522 | 2018 UH15                | 29 novembre 2013  | Pan-STARRS          |
| 790523 | 2018 UK16                | 6 ottobre 2018    | Mount Lemmon Survey |
| 790524 | 2018 UG18                | 30 ottobre 2007   | Spacewatch          |
| 790525 | 2018 UF19                | 5 dicembre 2007   | Mount Lemmon Survey |
| 790526 | 2018 UT19                | 5 novembre 2018   | Pan-STARRS 2        |
| 790527 | 2018 UT20                | 22 ottobre 2018   | Pan-STARRS 2        |
| 790528 | 2018 UZ21                | 16 ottobre 2018   | Pan-STARRS 2        |
| 790529 | 2018 US22                | 21 ottobre 2018   | Mount Lemmon Survey |
| 790530 | 2018 UE23                | 19 settembre 2009 | Spacewatch          |
| 790531 | 2018 UY23                | 20 ottobre 2018   | Mount Lemmon Survey |
| 790532 | 2018 UC25                | 18 ottobre 2018   | Mount Lemmon Survey |
| 790533 | 2018 UL26                | 21 ottobre 2018   | Mount Lemmon Survey |
| 790534 | 2018 UO26                | 18 ottobre 2018   | Mount Lemmon Survey |
| 790535 | 2018 UT26                | 17 ottobre 2018   | Pan-STARRS 2        |
| 790536 | 2018 UE27                | 29 ottobre 2018   | Mount Lemmon Survey |
| 790537 | 2018 UK27                | 17 ottobre 2018   | Pan-STARRS 2        |
| 790538 | 2018 UO27                | 21 ottobre 2018   | Mount Lemmon Survey |
| 790539 | 2018 UV27                | 20 ottobre 2018   | Mount Lemmon Survey |
| 790540 | 2018 UN28                | 18 ottobre 2018   | Mount Lemmon Survey |
| 790541 | 2018 UP28                | 17 ottobre 2018   | Pan-STARRS 2        |
| 790542 | 2018 UR28                | 17 ottobre 2018   | Pan-STARRS 2        |
| 790543 | 2018 UT28                | 18 aprile 2015    | CTIO-DECam          |
| 790544 | 2018 UZ28                | 18 ottobre 2018   | Mount Lemmon Survey |
| 790545 | 2018 UK30                | 21 ottobre 2018   | Mount Lemmon Survey |
| 790546 | 2018 UA33                | 21 ottobre 2018   | Mount Lemmon Survey |
| 790547 | 2018 UF33                | 20 ottobre 2018   | Mount Lemmon Survey |
| 790548 | 2018 UU33                | 16 ottobre 2018   | Pan-STARRS 2        |
| 790549 | 2018 UZ33                | 17 ottobre 2018   | Pan-STARRS 2        |
| 790550 | 2018 UC34                | 17 ottobre 2018   | Pan-STARRS 2        |
| 790551 | 2018 UD34                | 16 ottobre 2018   | Pan-STARRS 2        |
| 790552 | 2018 UF34                | 17 ottobre 2018   | Pan-STARRS 2        |
| 790553 | 2018 UQ34                | 16 ottobre 2018   | Pan-STARRS 2        |
| 790554 | 2018 US34                | 18 ottobre 2018   | Mount Lemmon Survey |
| 790555 | 2018 UG35                | 18 ottobre 2018   | Mount Lemmon Survey |
| 790556 | 2018 UC36                | 17 ottobre 2018   | Pan-STARRS 2        |
| 790557 | 2018 UR36                | 18 ottobre 2018   | Mount Lemmon Survey |
| 790558 | 2018 UU36                | 28 marzo 2016     | CTIO-DECam          |
| 790559 | 2018 UV36                | 20 ottobre 2018   | Mount Lemmon Survey |
| 790560 | 2018 UJ40                | 17 ottobre 2018   | Pan-STARRS 2        |
| 790561 | 2018 UB41                | 16 ottobre 2018   | Pan-STARRS 2        |
| 790562 | 2018 UN49                | 21 ottobre 2018   | Mount Lemmon Survey |
| 790563 | 2018 UQ50                | 18 ottobre 2018   | Mount Lemmon Survey |
| 790564 | 2018 UJ51                | 17 ottobre 2018   | Pan-STARRS 2        |
| 790565 | 2018 UW51                | 18 ottobre 2018   | Mount Lemmon Survey |
| 790566 | 2018 UY51                | 16 ottobre 2018   | Pan-STARRS 2        |
| 790567 | 2018 UO52                | 17 ottobre 2018   | Pan-STARRS 2        |
| 790568 | 2018 UA53                | 17 ottobre 2018   | Pan-STARRS 2        |
| 790569 | 2018 VE12                | 16 ottobre 2018   | Pan-STARRS 2        |
| 790570 | 2018 VJ12                | 1 novembre 2018   | Pan-STARRS 2        |
| 790571 | 2018 VX14                | 29 aprile 2008    | Mount Lemmon Survey |
| 790572 | 2018 VD18                | 18 ottobre 2018   | Mount Lemmon Survey |
| 790573 | 2018 VG20                | 11 novembre 2013  | Mount Lemmon Survey |
| 790574 | 2018 VQ24                | 10 ottobre 2018   | Pan-STARRS 2        |
| 790575 | 2018 VV27                | 30 dicembre 2013  | Pan-STARRS          |
| 790576 | 2018 VW27                | 4 novembre 2018   | Mount Lemmon Survey |
| 790577 | 2018 VH28                | 12 settembre 2018 | Mount Lemmon Survey |
| 790578 | 2018 VV30                | 27 ottobre 2013   | CSS                 |
| 790579 | 2018 VU32                | 4 ottobre 2012    | Mount Lemmon Survey |
| 790580 | 2018 VN40                | 12 aprile 2016    | Pan-STARRS          |
| 790581 | 2018 VH41                | 15 settembre 2007 | Spacewatch          |
| 790582 | 2018 VL41                | 10 settembre 2007 | Mount Lemmon Survey |
| 790583 | 2018 VO44                | 6 novembre 2018   | Pan-STARRS 2        |
| 790584 | 2018 VV45                | 17 ottobre 2018   | Pan-STARRS 2        |
| 790585 | 2018 VN47                | 20 maggio 2015    | CTIO-DECam          |
| 790586 | 2018 VG48                | 11 gennaio 2003   | Spacewatch          |
| 790587 | 2018 VV48                | 28 novembre 2013  | Mount Lemmon Survey |
| 790588 | 2018 VZ48                | 1 novembre 2018   | Mount Lemmon Survey |
| 790589 | 2018 VW49                | 9 ottobre 2008    | Mount Lemmon Survey |
| 790590 | 2018 VP52                | 23 aprile 2015    | Pan-STARRS          |
| 790591 | 2018 VE53                | 13 aprile 2016    | Mount Lemmon Survey |
| 790592 | 2018 VF54                | 20 gennaio 2009   | Spacewatch          |
| 790593 | 2018 VL54                | 24 agosto 2007    | Spacewatch          |
| 790594 | 2018 VO56                | 12 agosto 2017    | Pan-STARRS          |
| 790595 | 2018 VB57                | 15 agosto 2013    | Pan-STARRS          |
| 790596 | 2018 VY61                | 2 novembre 2018   | Mount Lemmon Survey |
| 790597 | 2018 VH64                | 7 marzo 2016      | Pan-STARRS          |
| 790598 | 2018 VE65                | 2 novembre 2007   | Spacewatch          |
| 790599 | 2018 VF66                | 10 marzo 2016     | Mount Lemmon Survey |
| 790600 | 2018 VJ66                | 7 novembre 2018   | Pan-STARRS 2        |

## 790601–790700
| Nome   | Designazione provvisoria | Data di scoperta  | Scopritore          |
| ------ | ------------------------ | ----------------- | ------------------- |
| 790601 | 2018 VR69                | 4 ottobre 2007    | CSS                 |
| 790602 | 2018 VY70                | 9 ottobre 2007    | Spacewatch          |
| 790603 | 2018 VA71                | 27 novembre 2013  | Pan-STARRS          |
| 790604 | 2018 VQ78                | 2 novembre 2018   | Mount Lemmon Survey |
| 790605 | 2018 VT79                | 30 ottobre 2013   | Spacewatch          |
| 790606 | 2018 VS81                | 16 ottobre 2018   | Pan-STARRS 2        |
| 790607 | 2018 VN85                | 12 novembre 2018  | Mount Lemmon Survey |
| 790608 | 2018 VS85                | 1 gennaio 2014    | Spacewatch          |
| 790609 | 2018 VV85                | 26 agosto 2012    | Pan-STARRS          |
| 790610 | 2018 VP88                | 28 novembre 2013  | Mount Lemmon Survey |
| 790611 | 2018 VT88                | 14 settembre 2013 | Mount Lemmon Survey |
| 790612 | 2018 VB89                | 10 settembre 2007 | Mount Lemmon Survey |
| 790613 | 2018 VT89                | 10 ottobre 2007   | Spacewatch          |
| 790614 | 2018 VA90                | 25 gennaio 2015   | Pan-STARRS          |
| 790615 | 2018 VV90                | 18 novembre 2008  | Spacewatch          |
| 790616 | 2018 VN91                | 30 agosto 2002    | Spacewatch          |
| 790617 | 2018 VJ93                | 13 marzo 2016     | Pan-STARRS          |
| 790618 | 2018 VA96                | 18 febbraio 2015  | Mount Lemmon Survey |
| 790619 | 2018 VH98                | 1 ottobre 2008    | Mount Lemmon Survey |
| 790620 | 2018 VG101               | 1 novembre 2018   | Mount Lemmon Survey |
| 790621 | 2018 VL102               | 16 marzo 2009     | Mount Lemmon Survey |
| 790622 | 2018 VZ105               | 7 dicembre 2013   | Pan-STARRS          |
| 790623 | 2018 VQ107               | 16 ottobre 2018   | Pan-STARRS 2        |
| 790624 | 2018 VZ107               | 28 ottobre 2013   | Mount Lemmon Survey |
| 790625 | 2018 VF111               | 16 ottobre 2018   | Pan-STARRS 2        |
| 790626 | 2018 VA113               | 8 novembre 2018   | Mount Lemmon Survey |
| 790627 | 2018 VD113               | 9 novembre 2018   | Pan-STARRS 2        |
| 790628 | 2018 VM114               | 5 novembre 2018   | Pan-STARRS 2        |
| 790629 | 2018 VU114               | 11 settembre 2007 | CSS                 |
| 790630 | 2018 VZ115               | 4 novembre 2007   | Spacewatch          |
| 790631 | 2018 VB119               | 14 settembre 2007 | LONEOS              |
| 790632 | 2018 VW119               | 16 gennaio 2015   | Pan-STARRS          |
| 790633 | 2018 VF122               | 10 novembre 2018  | Pan-STARRS 2        |
| 790634 | 2018 VG122               | 9 novembre 2018   | Mount Lemmon Survey |
| 790635 | 2018 VJ122               | 9 novembre 2018   | Mount Lemmon Survey |
| 790636 | 2018 VB123               | 1 novembre 2018   | Mount Lemmon Survey |
| 790637 | 2018 VK123               | 9 novembre 2018   | Mount Lemmon Survey |
| 790638 | 2018 VL123               | 21 aprile 2015    | CTIO-DECam          |
| 790639 | 2018 VT123               | 7 novembre 2018   | Mount Lemmon Survey |
| 790640 | 2018 VB124               | 5 novembre 2018   | Mount Lemmon Survey |
| 790641 | 2018 VC124               | 3 novembre 2018   | Mount Lemmon Survey |
| 790642 | 2018 VF124               | 6 novembre 2018   | Pan-STARRS 2        |
| 790643 | 2018 VQ124               | 8 novembre 2018   | Mount Lemmon Survey |
| 790644 | 2018 VR124               | 6 novembre 2018   | Pan-STARRS 2        |
| 790645 | 2018 VT124               | 20 maggio 2015    | CTIO-DECam          |
| 790646 | 2018 VA125               | 2 novembre 2018   | Pan-STARRS 2        |
| 790647 | 2018 VG125               | 2 novembre 2018   | Pan-STARRS 2        |
| 790648 | 2018 VO125               | 1 novembre 2018   | Mount Lemmon Survey |
| 790649 | 2018 VQ126               | 21 settembre 2012 | Mount Lemmon Survey |
| 790650 | 2018 VH127               | 14 novembre 2007  | Mount Lemmon Survey |
| 790651 | 2018 VJ127               | 2 novembre 2018   | Mount Lemmon Survey |
| 790652 | 2018 VO127               | 28 gennaio 2014   | Mount Lemmon Survey |
| 790653 | 2018 VK128               | 12 novembre 2001  | SDSS                |
| 790654 | 2018 VS128               | 1 novembre 2018   | Pan-STARRS 2        |
| 790655 | 2018 VB129               | 11 maggio 2015    | Mount Lemmon Survey |
| 790656 | 2018 VE129               | 14 novembre 2018  | Pan-STARRS 2        |
| 790657 | 2018 VR129               | 20 maggio 2015    | CTIO-DECam          |
| 790658 | 2018 VM130               | 4 novembre 2018   | Mount Lemmon Survey |
| 790659 | 2018 VN131               | 6 novembre 2018   | Pan-STARRS 2        |
| 790660 | 2018 VO131               | 1 agosto 2017     | Pan-STARRS          |
| 790661 | 2018 VR131               | 18 ottobre 2018   | Mount Lemmon Survey |
| 790662 | 2018 VJ132               | 2 novembre 2018   | Mount Lemmon Survey |
| 790663 | 2018 VK132               | 8 novembre 2018   | Mount Lemmon Survey |
| 790664 | 2018 VM132               | 5 novembre 2018   | Pan-STARRS 2        |
| 790665 | 2018 VP132               | 6 novembre 2018   | Pan-STARRS 2        |
| 790666 | 2018 VT132               | 2 novembre 2018   | Mount Lemmon Survey |
| 790667 | 2018 VX134               | 4 novembre 2018   | Mount Lemmon Survey |
| 790668 | 2018 VD136               | 18 aprile 2015    | CTIO-DECam          |
| 790669 | 2018 VZ137               | 9 novembre 2018   | Pan-STARRS 2        |
| 790670 | 2018 VZ138               | 7 novembre 2018   | Mount Lemmon Survey |
| 790671 | 2018 VF139               | 8 novembre 2018   | Pan-STARRS 2        |
| 790672 | 2018 VN139               | 6 novembre 2018   | Pan-STARRS 2        |
| 790673 | 2018 VP140               | 9 novembre 2018   | Mount Lemmon Survey |
| 790674 | 2018 VR140               | 9 novembre 2018   | Mount Lemmon Survey |
| 790675 | 2018 VC141               | 9 novembre 2018   | Mount Lemmon Survey |
| 790676 | 2018 VQ141               | 1 novembre 2018   | Pan-STARRS 2        |
| 790677 | 2018 VG142               | 27 gennaio 2015   | Pan-STARRS          |
| 790678 | 2018 VL142               | 6 novembre 2018   | Pan-STARRS 2        |
| 790679 | 2018 VQ142               | 9 novembre 2018   | Pan-STARRS 2        |
| 790680 | 2018 VE143               | 18 ottobre 2007   | Spacewatch          |
| 790681 | 2018 VD144               | 1 novembre 2018   | Mount Lemmon Survey |
| 790682 | 2018 VO144               | 5 novembre 2018   | Pan-STARRS 2        |
| 790683 | 2018 VU144               | 28 novembre 2013  | Mount Lemmon Survey |
| 790684 | 2018 VZ144               | 6 novembre 2018   | Pan-STARRS 2        |
| 790685 | 2018 VC145               | 6 novembre 2018   | Pan-STARRS 2        |
| 790686 | 2018 VF145               | 12 novembre 2018  | Mount Lemmon Survey |
| 790687 | 2018 VO145               | 10 novembre 2018  | Mount Lemmon Survey |
| 790688 | 2018 VQ145               | 7 novembre 2018   | Mount Lemmon Survey |
| 790689 | 2018 VP146               | 7 novembre 2007   | Spacewatch          |
| 790690 | 2018 VQ146               | 20 maggio 2015    | CTIO-DECam          |
| 790691 | 2018 VX146               | 7 novembre 2018   | Mount Lemmon Survey |
| 790692 | 2018 VZ146               | 8 novembre 2018   | Mount Lemmon Survey |
| 790693 | 2018 VE148               | 1 novembre 2018   | Mount Lemmon Survey |
| 790694 | 2018 VN149               | 20 maggio 2015    | CTIO-DECam          |
| 790695 | 2018 VM150               | 6 novembre 2018   | Pan-STARRS 2        |
| 790696 | 2018 VY150               | 2 novembre 2018   | Pan-STARRS 2        |
| 790697 | 2018 VE151               | 8 novembre 2018   | Mount Lemmon Survey |
| 790698 | 2018 VM152               | 10 novembre 2018  | Pan-STARRS 2        |
| 790699 | 2018 VP152               | 8 novembre 2018   | Mount Lemmon Survey |
| 790700 | 2018 VT152               | 2 novembre 2018   | Mount Lemmon Survey |

## 790701–790800
| Nome   | Designazione provvisoria | Data di scoperta  | Scopritore          |
| ------ | ------------------------ | ----------------- | ------------------- |
| 790701 | 2018 VP153               | 14 novembre 2018  | Pan-STARRS 2        |
| 790702 | 2018 VU153               | 2 novembre 2018   | Pan-STARRS 2        |
| 790703 | 2018 VS154               | 2 novembre 2018   | Mount Lemmon Survey |
| 790704 | 2018 VT154               | 21 maggio 2015    | CTIO-DECam          |
| 790705 | 2018 VL155               | 2 novembre 2018   | Pan-STARRS 2        |
| 790706 | 2018 VP156               | 6 novembre 2018   | Pan-STARRS 2        |
| 790707 | 2018 VS158               | 23 febbraio 2015  | Pan-STARRS          |
| 790708 | 2018 VT158               | 8 novembre 2018   | Pan-STARRS 2        |
| 790709 | 2018 VH170               | 27 novembre 2014  | Pan-STARRS          |
| 790710 | 2018 VT174               | 1 novembre 2018   | Mount Lemmon Survey |
| 790711 | 2018 VY174               | 11 novembre 2018  | Mount Lemmon Survey |
| 790712 | 2018 VN179               | 3 novembre 2018   | Mount Lemmon Survey |
| 790713 | 2018 VA180               | 2 novembre 2018   | Pan-STARRS 2        |
| 790714 | 2018 VA181               | 1 novembre 2018   | Mount Lemmon Survey |
| 790715 | 2018 VU183               | 2 novembre 2018   | Mount Lemmon Survey |
| 790716 | 2018 VZ186               | 5 novembre 2018   | Pan-STARRS 2        |
| 790717 | 2018 VG187               | 9 novembre 2018   | Pan-STARRS 2        |
| 790718 | 2018 VL188               | 9 novembre 2018   | Pan-STARRS 2        |
| 790719 | 2018 VM188               | 10 novembre 2018  | Pan-STARRS 2        |
| 790720 | 2018 VV188               | 22 gennaio 2015   | Pan-STARRS          |
| 790721 | 2018 VE189               | 7 novembre 2018   | Mount Lemmon Survey |
| 790722 | 2018 VV190               | 9 novembre 2018   | Pan-STARRS 2        |
| 790723 | 2018 VT192               | 29 dicembre 2014  | Pan-STARRS          |
| 790724 | 2018 VU192               | 29 dicembre 2014  | Pan-STARRS          |
| 790725 | 2018 VF193               | 6 novembre 2018   | Pan-STARRS 2        |
| 790726 | 2018 VL193               | 5 novembre 2018   | La Palma Obs.       |
| 790727 | 2018 VN193               | 1 novembre 2018   | Mount Lemmon Survey |
| 790728 | 2018 WK3                 | 19 agosto 2012    | SSS                 |
| 790729 | 2018 WL5                 | 19 giugno 2015    | Pan-STARRS          |
| 790730 | 2018 WN5                 | 20 maggio 2015    | CTIO-DECam          |
| 790731 | 2018 WX5                 | 19 novembre 2018  | Pan-STARRS 2        |
| 790732 | 2018 WY5                 | 20 maggio 2015    | CTIO-DECam          |
| 790733 | 2018 WR6                 | 15 settembre 2017 | Pan-STARRS          |
| 790734 | 2018 WW6                 | 17 novembre 2018  | Mount Lemmon Survey |
| 790735 | 2018 WY7                 | 17 novembre 2018  | Mount Lemmon Survey |
| 790736 | 2018 WC8                 | 29 novembre 2018  | Mount Lemmon Survey |
| 790737 | 2018 WH8                 | 6 dicembre 2013   | Pan-STARRS          |
| 790738 | 2018 WL8                 | 17 novembre 2018  | Mount Lemmon Survey |
| 790739 | 2018 WP8                 | 17 novembre 2018  | Mount Lemmon Survey |
| 790740 | 2018 WV8                 | 17 novembre 2018  | Mount Lemmon Survey |
| 790741 | 2018 WD10                | 15 ottobre 2007   | Spacewatch          |
| 790742 | 2018 WH10                | 10 ottobre 2007   | Spacewatch          |
| 790743 | 2018 WU11                | 29 novembre 2018  | Mount Lemmon Survey |
| 790744 | 2018 WS16                | 29 novembre 2018  | Mount Lemmon Survey |
| 790745 | 2018 WL17                | 17 novembre 2018  | Mount Lemmon Survey |
| 790746 | 2018 WM17                | 29 novembre 2018  | Mount Lemmon Survey |
| 790747 | 2018 XR                  | 3 dicembre 2018   | ATLAS               |
| 790748 | 2018 XY3                 | 7 dicembre 2018   | WISE                |
| 790749 | 2018 XQ6                 | 21 maggio 2015    | CTIO-DECam          |
| 790750 | 2018 XN10                | 7 gennaio 2006    | Spacewatch          |
| 790751 | 2018 XF11                | 10 aprile 2016    | Pan-STARRS          |
| 790752 | 2018 XH11                | 9 novembre 2018   | Pan-STARRS 2        |
| 790753 | 2018 XP12                | 30 luglio 2017    | Pan-STARRS          |
| 790754 | 2018 XV12                | 8 novembre 2018   | Mount Lemmon Survey |
| 790755 | 2018 XA13                | 19 novembre 2018  | Pan-STARRS 2        |
| 790756 | 2018 XG16                | 3 gennaio 2014    | CSS                 |
| 790757 | 2018 XH17                | 14 dicembre 2018  | Pan-STARRS          |
| 790758 | 2018 XH19                | 28 febbraio 2014  | Pan-STARRS          |
| 790759 | 2018 XO21                | 14 dicembre 2018  | Pan-STARRS          |
| 790760 | 2018 XZ21                | 12 dicembre 2018  | Pan-STARRS          |
| 790761 | 2018 XM22                | 12 dicembre 2018  | Pan-STARRS          |
| 790762 | 2018 XQ24                | 14 dicembre 2018  | Pan-STARRS          |
| 790763 | 2018 XR24                | 21 maggio 2015    | CTIO-DECam          |
| 790764 | 2018 XV24                | 14 dicembre 2018  | Pan-STARRS          |
| 790765 | 2018 XB25                | 12 dicembre 2018  | Pan-STARRS          |
| 790766 | 2018 XD25                | 10 dicembre 2018  | Spacewatch          |
| 790767 | 2018 XQ25                | 14 dicembre 2018  | Pan-STARRS          |
| 790768 | 2018 XV26                | 7 maggio 2014     | Pan-STARRS          |
| 790769 | 2018 XF29                | 12 dicembre 2018  | Pan-STARRS          |
| 790770 | 2018 XO29                | 12 dicembre 2018  | Pan-STARRS          |
| 790771 | 2018 XH31                | 4 gennaio 2019    | Mount Lemmon Survey |
| 790772 | 2018 XK31                | 18 novembre 2007  | Mount Lemmon Survey |
| 790773 | 2018 XY31                | 7 maggio 2014     | Pan-STARRS          |
| 790774 | 2018 XJ32                | 4 dicembre 2018   | Mount Lemmon Survey |
| 790775 | 2018 XN32                | 4 dicembre 2018   | Mount Lemmon Survey |
| 790776 | 2018 XT32                | 20 maggio 2015    | CTIO-DECam          |
| 790777 | 2018 XZ32                | 29 novembre 2018  | Mount Lemmon Survey |
| 790778 | 2018 XR35                | 10 dicembre 2018  | Mount Lemmon Survey |
| 790779 | 2018 XT36                | 8 dicembre 2018   | G. Borisov          |
| 790780 | 2018 XD37                | 10 dicembre 2018  | Mount Lemmon Survey |
| 790781 | 2018 XJ42                | 14 dicembre 2018  | Pan-STARRS          |
| 790782 | 2018 XA44                | 4 dicembre 2018   | Mount Lemmon Survey |
| 790783 | 2018 XP44                | 3 novembre 2012   | Mount Lemmon Survey |
| 790784 | 2018 XQ44                | 12 dicembre 2018  | Pan-STARRS          |
| 790785 | 2018 XO46                | 10 dicembre 2018  | Mount Lemmon Survey |
| 790786 | 2018 XS46                | 14 dicembre 2018  | Pan-STARRS          |
| 790787 | 2018 XP47                | 12 dicembre 2018  | Pan-STARRS          |
| 790788 | 2018 YF4                 | 31 dicembre 2013  | Spacewatch          |
| 790789 | 2018 YV4                 | 27 ottobre 2017   | Mount Lemmon Survey |
| 790790 | 2018 YS5                 | 16 dicembre 2018  | Pan-STARRS          |
| 790791 | 2018 YW6                 | 20 maggio 2015    | CTIO-DECam          |
| 790792 | 2018 YN8                 | 20 maggio 2015    | CTIO-DECam          |
| 790793 | 2018 YQ8                 | 17 dicembre 2018  | Pan-STARRS          |
| 790794 | 2018 YR8                 | 17 aprile 2009    | P. A. Wiegert       |
| 790795 | 2018 YS8                 | 17 dicembre 2018  | Pan-STARRS          |
| 790796 | 2018 YC9                 | 31 dicembre 2018  | Pan-STARRS          |
| 790797 | 2018 YR9                 | 16 dicembre 2018  | Pan-STARRS          |
| 790798 | 2018 YG11                | 14 ottobre 2007   | Mount Lemmon Survey |
| 790799 | 2018 YO11                | 31 dicembre 2018  | Pan-STARRS          |
| 790800 | 2018 YU11                | 23 novembre 2006  | Spacewatch          |

## 790801–790900
| Nome   | Designazione provvisoria | Data di scoperta  | Scopritore          |
| ------ | ------------------------ | ----------------- | ------------------- |
| 790801 | 2018 YC13                | 21 maggio 2015    | CTIO-DECam          |
| 790802 | 2018 YG13                | 16 dicembre 2018  | Pan-STARRS          |
| 790803 | 2018 YD14                | 17 dicembre 2018  | Pan-STARRS          |
| 790804 | 2018 YU15                | 14 luglio 2016    | Pan-STARRS          |
| 790805 | 2018 YE17                | 14 ottobre 2017   | Mount Lemmon Survey |
| 790806 | 2018 YZ17                | 17 dicembre 2018  | Pan-STARRS          |
| 790807 | 2018 YC18                | 17 dicembre 2018  | Pan-STARRS          |
| 790808 | 2018 YG24                | 17 dicembre 2018  | Pan-STARRS          |
| 790809 | 2018 YQ25                | 3 dicembre 2012   | Mount Lemmon Survey |
| 790810 | 2019 AZ15                | 13 ottobre 2017   | Mount Lemmon Survey |
| 790811 | 2019 AZ16                | 1 aprile 2009     | Spacewatch          |
| 790812 | 2019 AK19                | 7 dicembre 2013   | Pan-STARRS          |
| 790813 | 2019 AT21                | 10 gennaio 2014   | Mount Lemmon Survey |
| 790814 | 2019 AB24                | 12 dicembre 2012  | Mount Lemmon Survey |
| 790815 | 2019 AM24                | 16 maggio 2009    | Mount Lemmon Survey |
| 790816 | 2019 AF25                | 12 aprile 2010    | WISE                |
| 790817 | 2019 AP26                | 17 ottobre 2006   | Spacewatch          |
| 790818 | 2019 AV26                | 10 ottobre 2007   | Mount Lemmon Survey |
| 790819 | 2019 AQ27                | 12 dicembre 2018  | Pan-STARRS          |
| 790820 | 2019 AL29                | 19 aprile 2015    | CTIO-DECam          |
| 790821 | 2019 AC30                | 26 settembre 2017 | Pan-STARRS          |
| 790822 | 2019 AE31                | 6 novembre 2012   | Mount Lemmon Survey |
| 790823 | 2019 AT31                | 18 aprile 2015    | Pan-STARRS          |
| 790824 | 2019 AN32                | 19 ottobre 2012   | Pan-STARRS          |
| 790825 | 2019 AA33                | 22 dicembre 2018  | Pan-STARRS          |
| 790826 | 2019 AL33                | 20 febbraio 2014  | Mount Lemmon Survey |
| 790827 | 2019 AT35                | 30 settembre 2017 | Pan-STARRS          |
| 790828 | 2019 AL42                | 17 settembre 2017 | Pan-STARRS          |
| 790829 | 2019 AA43                | 20 maggio 2015    | CTIO-DECam          |
| 790830 | 2019 AN43                | 3 ottobre 1997    | Spacewatch          |
| 790831 | 2019 AO45                | 3 gennaio 2019    | Pan-STARRS          |
| 790832 | 2019 AD47                | 4 gennaio 2019    | Pan-STARRS          |
| 790833 | 2019 AQ48                | 9 febbraio 2008   | Mount Lemmon Survey |
| 790834 | 2019 AE49                | 15 gennaio 2008   | Mount Lemmon Survey |
| 790835 | 2019 AK49                | 5 gennaio 2019    | Pan-STARRS          |
| 790836 | 2019 AL49                | 2 febbraio 2008   | Spacewatch          |
| 790837 | 2019 AR49                | 7 gennaio 2019    | Pan-STARRS          |
| 790838 | 2019 AX49                | 3 gennaio 2019    | Pan-STARRS          |
| 790839 | 2019 AC50                | 12 gennaio 2019   | Pan-STARRS          |
| 790840 | 2019 AL50                | 13 gennaio 2019   | Pan-STARRS          |
| 790841 | 2019 AX52                | 8 gennaio 2019    | Pan-STARRS          |
| 790842 | 2019 AO54                | 3 gennaio 2019    | Pan-STARRS          |
| 790843 | 2019 AT54                | 3 gennaio 2019    | Pan-STARRS          |
| 790844 | 2019 AT55                | 4 gennaio 2019    | Pan-STARRS          |
| 790845 | 2019 AX55                | 3 gennaio 2019    | Pan-STARRS          |
| 790846 | 2019 AD56                | 9 gennaio 2019    | Pan-STARRS          |
| 790847 | 2019 AE56                | 7 gennaio 2019    | Pan-STARRS          |
| 790848 | 2019 AL56                | 9 gennaio 2019    | Pan-STARRS          |
| 790849 | 2019 AO57                | 8 gennaio 2019    | Pan-STARRS          |
| 790850 | 2019 AX57                | 4 gennaio 2019    | Pan-STARRS          |
| 790851 | 2019 AC58                | 2 gennaio 2019    | Pan-STARRS          |
| 790852 | 2019 AY58                | 3 gennaio 2019    | Pan-STARRS          |
| 790853 | 2019 AB59                | 3 gennaio 2019    | Pan-STARRS          |
| 790854 | 2019 AC59                | 8 gennaio 2019    | Pan-STARRS          |
| 790855 | 2019 AE59                | 3 gennaio 2019    | Pan-STARRS          |
| 790856 | 2019 AN59                | 9 gennaio 2019    | Pan-STARRS          |
| 790857 | 2019 AV59                | 2 gennaio 2019    | Pan-STARRS          |
| 790858 | 2019 AP60                | 8 gennaio 2019    | Pan-STARRS          |
| 790859 | 2019 AV61                | 9 gennaio 2019    | Pan-STARRS          |
| 790860 | 2019 AT64                | 4 gennaio 2019    | Mount Lemmon Survey |
| 790861 | 2019 AU64                | 10 gennaio 2019   | Pan-STARRS          |
| 790862 | 2019 AX64                | 7 gennaio 2019    | Pan-STARRS          |
| 790863 | 2019 AB66                | 8 gennaio 2019    | Pan-STARRS          |
| 790864 | 2019 AC66                | 8 gennaio 2019    | Pan-STARRS          |
| 790865 | 2019 AG66                | 23 aprile 2014    | CTIO-DECam          |
| 790866 | 2019 AQ66                | 15 aprile 2015    | Mount Lemmon Survey |
| 790867 | 2019 AV66                | 4 gennaio 2019    | Pan-STARRS          |
| 790868 | 2019 AU67                | 29 aprile 2014    | CTIO-DECam          |
| 790869 | 2019 AQ68                | 7 gennaio 2019    | Pan-STARRS          |
| 790870 | 2019 AU68                | 8 gennaio 2019    | Pan-STARRS          |
| 790871 | 2019 AW68                | 10 gennaio 2019   | Pan-STARRS          |
| 790872 | 2019 AU69                | 20 maggio 2015    | CTIO-DECam          |
| 790873 | 2019 AB70                | 8 gennaio 2019    | Pan-STARRS          |
| 790874 | 2019 AX70                | 7 gennaio 2019    | Pan-STARRS          |
| 790875 | 2019 AZ70                | 9 gennaio 2019    | Pan-STARRS          |
| 790876 | 2019 AO71                | 8 gennaio 2019    | Pan-STARRS          |
| 790877 | 2019 AY71                | 12 gennaio 2019   | Pan-STARRS          |
| 790878 | 2019 AN72                | 14 gennaio 2019   | Pan-STARRS          |
| 790879 | 2019 AN76                | 13 gennaio 2019   | Pan-STARRS          |
| 790880 | 2019 AB79                | 20 gennaio 2015   | Pan-STARRS          |
| 790881 | 2019 AL81                | 2 gennaio 2019    | Pan-STARRS          |
| 790882 | 2019 AV84                | 8 gennaio 2019    | Pan-STARRS          |
| 790883 | 2019 AJ87                | 27 novembre 2017  | Mount Lemmon Survey |
| 790884 | 2019 AY87                | 8 gennaio 2019    | Pan-STARRS          |
| 790885 | 2019 AH92                | 8 gennaio 2019    | Pan-STARRS          |
| 790886 | 2019 AT92                | 3 gennaio 2019    | Pan-STARRS          |
| 790887 | 2019 AZ92                | 8 gennaio 2019    | Mount Lemmon Survey |
| 790888 | 2019 AL95                | 9 gennaio 2019    | Pan-STARRS          |
| 790889 | 2019 AS95                | 2 gennaio 2019    | Pan-STARRS          |
| 790890 | 2019 AK99                | 23 settembre 2017 | Pan-STARRS          |
| 790891 | 2019 AA108               | 12 dicembre 2012  | Mount Lemmon Survey |
| 790892 | 2019 AG108               | 3 gennaio 2019    | Pan-STARRS          |
| 790893 | 2019 AQ108               | 24 agosto 2017    | Pan-STARRS          |
| 790894 | 2019 AY108               | 2 gennaio 2019    | Pan-STARRS          |
| 790895 | 2019 AX109               | 10 gennaio 2019   | Pan-STARRS          |
| 790896 | 2019 AM110               | 8 gennaio 2019    | Pan-STARRS          |
| 790897 | 2019 AW110               | 19 novembre 2017  | Pan-STARRS          |
| 790898 | 2019 AL111               | 6 gennaio 2019    | Pan-STARRS          |
| 790899 | 2019 AN111               | 13 gennaio 2019   | Pan-STARRS          |
| 790900 | 2019 AV111               | 6 gennaio 2013    | Spacewatch          |

## 790901–791000
| Nome   | Designazione provvisoria | Data di scoperta  | Scopritore          |
| ------ | ------------------------ | ----------------- | ------------------- |
| 790901 | 2019 AX111               | 3 gennaio 2019    | Pan-STARRS          |
| 790902 | 2019 AZ111               | 3 gennaio 2019    | Pan-STARRS          |
| 790903 | 2019 AC112               | 13 gennaio 2019   | Pan-STARRS          |
| 790904 | 2019 AM114               | 8 novembre 2009   | Mount Lemmon Survey |
| 790905 | 2019 AP117               | 8 gennaio 2019    | Pan-STARRS          |
| 790906 | 2019 AK128               | 23 aprile 2015    | Pan-STARRS          |
| 790907 | 2019 AL131               | 4 gennaio 2019    | Pan-STARRS          |
| 790908 | 2019 AC132               | 3 gennaio 2019    | Pan-STARRS          |
| 790909 | 2019 AL132               | 9 gennaio 2019    | Mount Lemmon Survey |
| 790910 | 2019 AR132               | 3 gennaio 2019    | Pan-STARRS          |
| 790911 | 2019 BO1                 | 23 gennaio 2019   | Pan-STARRS 2        |
| 790912 | 2019 BL8                 | 11 marzo 2014     | Spacewatch          |
| 790913 | 2019 BU9                 | 16 gennaio 2019   | Pan-STARRS          |
| 790914 | 2019 BA11                | 16 gennaio 2013   | Pan-STARRS          |
| 790915 | 2019 BG11                | 16 gennaio 2019   | Pan-STARRS          |
| 790916 | 2019 BB13                | 29 agosto 2016    | Mount Lemmon Survey |
| 790917 | 2019 CL7                 | 3 gennaio 2019    | Pan-STARRS          |
| 790918 | 2019 CH13                | 4 febbraio 2019   | Pan-STARRS          |
| 790919 | 2019 CM16                | 4 febbraio 2019   | Pan-STARRS          |
| 790920 | 2019 CW21                | 12 febbraio 2019  | Mount Lemmon Survey |
| 790921 | 2019 CD22                | 11 febbraio 2019  | Mount Lemmon Survey |
| 790922 | 2019 CS22                | 4 febbraio 2019   | Pan-STARRS          |
| 790923 | 2019 CG24                | 5 febbraio 2019   | Pan-STARRS          |
| 790924 | 2019 CQ26                | 26 aprile 2014    | CTIO-DECam          |
| 790925 | 2019 CM27                | 30 gennaio 2015   | Pan-STARRS          |
| 790926 | 2019 CN27                | 5 febbraio 2019   | Pan-STARRS          |
| 790927 | 2019 FJ4                 | 14 marzo 2002     | LINEAR              |
| 790928 | 2019 FX15                | 31 marzo 2019     | Mount Lemmon Survey |
| 790929 | 2019 FT21                | 29 marzo 2019     | Mount Lemmon Survey |
| 790930 | 2019 FG24                | 29 marzo 2019     | Mount Lemmon Survey |
| 790931 | 2019 FH24                | 19 settembre 1998 | SDSS                |
| 790932 | 2019 FL27                | 29 marzo 2019     | Mount Lemmon Survey |
| 790933 | 2019 FQ27                | 29 marzo 2019     | Spacewatch          |
| 790934 | 2019 FF28                | 18 aprile 2015    | CTIO-DECam          |
| 790935 | 2019 FX28                | 29 marzo 2019     | Mount Lemmon Survey |
| 790936 | 2019 FB29                | 30 aprile 2014    | Pan-STARRS          |
| 790937 | 2019 FL32                | 29 marzo 2019     | Mount Lemmon Survey |
| 790938 | 2019 GG2                 | 1 marzo 2019      | ATLAS               |
| 790939 | 2019 GP11                | 2 aprile 2019     | Pan-STARRS          |
| 790940 | 2019 GO14                | 19 maggio 2010    | Mount Lemmon Survey |
| 790941 | 2019 GG18                | 10 agosto 2015    | Pan-STARRS          |
| 790942 | 2019 GL18                | 2 marzo 2008      | Spacewatch          |
| 790943 | 2019 GE29                | 2 aprile 2019     | Pan-STARRS          |
| 790944 | 2019 GG49                | 3 aprile 2019     | Pan-STARRS          |
| 790945 | 2019 GR49                | 2 aprile 2019     | Pan-STARRS          |
| 790946 | 2019 GA50                | 2 aprile 2019     | Pan-STARRS          |
| 790947 | 2019 GN50                | 3 aprile 2019     | Pan-STARRS          |
| 790948 | 2019 GK51                | 2 aprile 2019     | Pan-STARRS          |
| 790949 | 2019 GS51                | 19 giugno 2015    | Pan-STARRS          |
| 790950 | 2019 GU51                | 3 aprile 2019     | Pan-STARRS          |
| 790951 | 2019 GA53                | 5 aprile 2019     | Pan-STARRS          |
| 790952 | 2019 GE53                | 5 aprile 2019     | Pan-STARRS          |
| 790953 | 2019 GP53                | 3 aprile 2019     | Pan-STARRS          |
| 790954 | 2019 GC55                | 6 aprile 2019     | Pan-STARRS          |
| 790955 | 2019 GC65                | 24 aprile 2014    | CTIO-DECam          |
| 790956 | 2019 GZ65                | 5 aprile 2019     | Pan-STARRS          |
| 790957 | 2019 GE67                | 20 maggio 2015    | Pan-STARRS          |
| 790958 | 2019 GF77                | 3 aprile 2019     | Pan-STARRS          |
| 790959 | 2019 GX80                | 5 aprile 2019     | Pan-STARRS          |
| 790960 | 2019 GN83                | 2 aprile 2019     | Pan-STARRS          |
| 790961 | 2019 GY92                | 20 maggio 2015    | CTIO-DECam          |
| 790962 | 2019 GC93                | 3 aprile 2019     | Pan-STARRS          |
| 790963 | 2019 GS93                | 23 maggio 2014    | Pan-STARRS          |
| 790964 | 2019 GL96                | 13 gennaio 2018   | Pan-STARRS          |
| 790965 | 2019 GE106               | 21 maggio 2015    | Pan-STARRS          |
| 790966 | 2019 GH106               | 20 maggio 2015    | CTIO-DECam          |
| 790967 | 2019 GW107               | 4 ottobre 2016    | Mount Lemmon Survey |
| 790968 | 2019 GH108               | 16 ottobre 2009   | Mount Lemmon Survey |
| 790969 | 2019 GH112               | 2 aprile 2019     | Pan-STARRS          |
| 790970 | 2019 GQ112               | 2 aprile 2019     | Pan-STARRS          |
| 790971 | 2019 GF113               | 8 aprile 2019     | Pan-STARRS          |
| 790972 | 2019 GL113               | 5 aprile 2019     | Pan-STARRS          |
| 790973 | 2019 GH114               | 3 aprile 2019     | Pan-STARRS          |
| 790974 | 2019 GO117               | 12 gennaio 2018   | Spacewatch          |
| 790975 | 2019 GW117               | 5 aprile 2019     | Pan-STARRS          |
| 790976 | 2019 GG118               | 3 aprile 2019     | Pan-STARRS          |
| 790977 | 2019 GX118               | 3 aprile 2019     | Pan-STARRS          |
| 790978 | 2019 GA127               | 5 aprile 2019     | Pan-STARRS          |
| 790979 | 2019 GE130               | 14 agosto 2015    | Pan-STARRS          |
| 790980 | 2019 GT138               | 24 aprile 2014    | CTIO-DECam          |
| 790981 | 2019 GO139               | 28 giugno 2010    | WISE                |
| 790982 | 2019 GP140               | 31 dicembre 2013  | Spacewatch          |
| 790983 | 2019 GT152               | 5 aprile 2019     | Pan-STARRS          |
| 790984 | 2019 GD154               | 6 aprile 2019     | Pan-STARRS          |
| 790985 | 2019 GN170               | 3 aprile 2019     | Pan-STARRS          |
| 790986 | 2019 GQ172               | 8 aprile 2019     | Pan-STARRS          |
| 790987 | 2019 GF175               | 29 dicembre 2011  | Mount Lemmon Survey |
| 790988 | 2019 GO175               | 24 giugno 2014    | Pan-STARRS          |
| 790989 | 2019 GQ189               | 30 ottobre 2013   | Pan-STARRS          |
| 790990 | 2019 HT                  | 12 novembre 2012  | Mount Lemmon Survey |
| 790991 | 2019 HV10                | 24 aprile 2019    | Pan-STARRS          |
| 790992 | 2019 JD14                | 31 agosto 2005    | Spacewatch          |
| 790993 | 2019 JL28                | 11 settembre 2007 | Mount Lemmon Survey |
| 790994 | 2019 JM29                | 25 ottobre 2008   | Mount Lemmon Survey |
| 790995 | 2019 JN52                | 9 maggio 2011     | Mount Lemmon Survey |
| 790996 | 2019 JO62                | 5 novembre 2016   | Mount Lemmon Survey |
| 790997 | 2019 JD63                | 1 maggio 2019     | Pan-STARRS          |
| 790998 | 2019 JN63                | 1 maggio 2019     | Pan-STARRS          |
| 790999 | 2019 JY63                | 4 giugno 2010     | WISE                |
| 791000 | 2019 JG72                | 9 maggio 2019     | Pan-STARRS          |